# Sh2-235
Sh2-235 est une région HII visible dans la constellation du Cocher. C'est le nuage central d'un complexe de nébuleuses moléculaires, comprenant d'autres nébuleuses proches et catalogué comme G174+2.5.
La région Sh2-235 est la plus active du complexe et contient plusieurs jeunes objets stellaires, ainsi qu'un grand nombre de sources infrarouges et radio. La distance moyenne a été estimée à ∼ 5 870 a.l. (∼ 1 800 pc).

## Observation
Sh2-235 et le système de nébuleuses qui lui est associé sont situés dans la partie centrale de la constellation du Cocher, en bordure d'une région riche en étoiles d'arrière-plan en raison de la présence du sillage de la Voie lactée. Leur position est facilement repérable à environ 4° à l'ouest-sud-ouest de l'étoile brillante θ Aurigae, qui a une magnitude apparente de 2,65. Sh2-235 est la nébuleuse la plus brillante du complexe dont elle fait partie et est visible avec un puissant télescope amateur ou, mieux encore, sur des photographies à longue exposition. Elle est vue comme un point lumineux très pâle. Les nuages environnants sont particulièrement visibles sur les images sensibles à l'infrarouge proche.
La meilleure période pour observer ce système de nébuleuses dans le ciel du soir se situe généralement entre novembre et avril. Depuis l'hémisphère nord, la visibilité est grandement facilitée par une déclinaison modérément septentrionale. Autour de 36 °N, la zone du ciel abritant les nébuleuses est parfaitement visible au zénith les soirs de la première moitié de l'hiver. Depuis l'hémisphère sud, en revanche, son observation est rendue plus difficile, bien qu'elle soit encore visible jusqu'à une latitude de 54 °S.

## Structure
Sh2-235 est la nébuleuse la plus centrale et la plus brillante d'une région HII connue sous le nom de G174+2.5. Elle est observée dans la direction de la partie nord de l'association OB Auriga OB1 et comprend les nébuleuses cataloguées Sh2-231, Sh2-232, Sh2-233 et Sh2-235, identifiées comme des nébuleuses uniques dans le recensement de 1959 des régions HII. Bien qu'elles apparaissent comme des nébuleuses distinctes sur les images optiques, elles appartiennent en réalité à un seul nuage moléculaire géant, dont certaines parties semblent être éclairées par de jeunes étoiles chaudes. Ce nuage est situé dans le bras de Persée à une latitude galactique qui le place légèrement excentré par rapport au centre du disque galactique. Les mesures de distance indiquent une fourchette de 1 600 à 2 000 parsecs, de sorte que l'on parle généralement d'environ 1 800 pc (∼5 870 al).
Il s'agit d'une région H II en phase très évoluée, comme en témoigne son aspect irrégulier et inhomogène. L'étoile excitatrice de son gaz est une naine bleue cataloguée BD+35° 1201, de classe spectrale O9,5V et de magnitude apparente 10,54. C'est aussi l'étoile la plus brillante de tout le complexe. En son sein, trois petites sous-régions associées à de jeunes étoiles ont été désignées sous les noms de Sh2-235A, Sh2-235B et Sh2-235C. Les deux premières sont les plus visibles et possèdent des masers à eau, un maser à méthanol et un maser à monoxyde de silicium, qui, étant associés à de jeunes objets stellaires, sont des preuves évidentes des phénomènes de formation d'étoiles qui s'y déroulent. Entre les régions A et B, à environ 1' au sud de la nébuleuse principale, on trouve également un épaississement gazeux très compact de moins d'un demi parsec, dans lequel se trouve un jet à quatre particules, un groupe de sources infrarouges dans les profondeurs du nuage, et deux sources d'ondes radio, cataloguées comme VLA-1 et VLA-2, qui représentent toutes différents stades précoces de l'évolution stellaire. La source radio VLA-1 coïncide avec l'un des masers détectés précédemment, tandis que la source VLA-2 est située près de la région B et peut être associée à une étoile à un stade plus évolué.

## Vue d'ensemble
L'environnement dans lequel se trouve Sh2-235 est riche en amas nébuleux d'étoiles jeunes et chaudes. Parmi ceux-ci, les plus étendus, mais pas les plus brillants ni les plus compacts, sont Sh2-231 et Sh2-232, parfois désignés par l'abréviation unique LBN 808. Il s'agit de deux régions très évoluées dont l'étoile ionisante est située à mi-chemin entre les deux, à l'est du demi-arc formé par Sh2-231 et au sud-ouest du grand complexe de Sh2-232. Cette étoile est cataloguée comme ALS 8476, une naine bleue de magnitude 10,79. Leur degré d'évolution est mis en évidence par leur faible densité électronique et l'absence d'une structure régulière et uniforme.
Sh2-233 est une petite région HII, dont le gaz est excité par USNO-A2 1200-03588518, une étoile géante bleue brillante de classe B1.5II. À l'intérieur de cette région, une source IRAS est connue, cataloguée comme 05351+3549, alors qu'aucun maser n'a été identifié. À environ 10 minutes d'arc au sud-est de la région se trouve un épaississement connu sous le nom de Sh2-233IR et portant également le code IRAS 05358+3543. Dans la région, profondément immergés dans la nébulosité, se trouvent deux jeunes amas ouverts, nommés d'après leur position, NE (avec lequel la source IRAS est associée) et SW. Des masers d'eau et de méthanol ont été détectés dans la région, suggérant que la source IRAS fait partie d'un très jeune amas, dont l'activité a été détectée à plusieurs longueurs d'onde. La polarisation semble plus faible dans la direction de l'amas SW. À 1,5 ' au sud-sud-est de Sh2-233IR se trouve une région HII hypercompacte cataloguée G173.58+2.45, associée à un grand nuage moléculaire, à l'intérieur duquel se trouve un petit amas d'étoiles très jeunes et encore en formation (classes I et II), ainsi qu'un maser à eau.
L'environnement galactique dans lequel se trouve le complexe est le même que celui de l'association OB Auriga OB1. Cette association compte 15 étoiles, principalement de classes spectrales O et B, plus deux de classe M et une de classe K. L'étoile la plus brillante de l'association est HD 31327, une supergéante bleue de classe B2Ib avec une magnitude apparente de 9,69. Les autres composantes étudiées ont des magnitudes comprises entre 9 et 11. La distance moyenne de l'association est d'environ 1 320 pc (∼4 310 al) et est centrée sur l'amas ouvert bien connu M36.

### Ouvrages généraux
- (en) Stephen James O'Meara, Deep Sky Companions: Hidden Treasures, Cambridge University Press, 2007 (ISBN 0-521-83704-9)
- (en) Robert Burnham, Burnham's Celestial Handbook: Volume Two, New York, Dover Publications, Inc., 1978
- (en) Chaisson, McMillan, Astronomy Today, Englewood Cliffs, Prentice-Hall, Inc., 1993 (ISBN 0-13-240085-5)
- (en) Thomas T. Arny, Explorations: An Introduction to Astronomy, Boston, McGraw-Fill, 2007 (ISBN 0-07-321369-1)
- (it) AA.VV, L'Universo - Grande enciclopedia dell'astronomia, Novara, De Agostini, 2002
- (it) J. Gribbin, Enciclopedia di astronomia e cosmologia, Milano, Garzanti, 2005 (ISBN 88-11-50517-8)
- (it) W. Owen, Atlante illustrato dell'Universo, Milano, Il Viaggiatore, 2006 (ISBN 88-365-3679-4)
- (it) J. Lindstrom, Stelle, galassie e misteri cosmici, Trieste, Editoriale Scienza, 2006 (ISBN 88-7307-326-3)

### Ouvrages spécifiques

#### Sur l'évolution stellaire
- (en) C. J. Lada, N. D. Kylafits, The Origin of Stars and Planetary Systems, Kluwer Academic Publishers, 1999 (ISBN 0-7923-5909-7)
- (it) A. De Blasi, Le stelle: nascita, evoluzione e morte, Bologna, CLUEB, 2002 (ISBN 88-491-1832-5)
- (it) C. Abbondi, Universo in evoluzione dalla nascita alla morte delle stelle, Sandit, 2007 (ISBN 88-89150-32-7)
- (it) M. Hack, Dove nascono le stelle. Dalla vita ai quark: un viaggio a ritroso alle origini dell'Universo, Milano, Sperling & Kupfer, 2004 (ISBN 88-8274-912-6)

#### Sur la région de Sh2-235
- (en) Reipurth, B.; Yan, C.-H, Star Formation and Molecular Clouds towards the Galactic Anti-Center, Bo Reipurth, décembre 2008, 869 p. (ISBN 978-1-58381-670-7, lire en ligne)

### Cartes célestes
- (en) Tirion, Rappaport, Lovi, Uranometria 2000.0 - Volume I - The Northern Hemisphere to -6°, Richmond, Virginie, USA, Willmann-Bell, inc, 1987 (ISBN 0-943396-14-X)
- (en) Tirion, Sinnott, Sky Atlas 2000.0 - Second Edition, Cambridge, USA, Cambridge University Press, 1998 (ISBN 0-933346-90-5)
- (en) Tirion, The Cambridge Star Atlas 2000.0, Vol. III, Cambridge, USA, Cambridge University Press, 2001 (ISBN 0-521-80084-6, lire en ligne)